# Gaël Andonian
Gaël Andonian (ur. 7 lutego 1995 w Marsylii) – ormiański piłkarz francuskiego pochodzenia występujący na pozycji obrońcy we francuskim klubie Dijon FCO oraz w reprezentacji Armenii. Wychowanek Olympique Marsylia. Były reprezentant Francji do lat 16.

## Statystyki
(aktualne na dzień 10 lipca 2016)
| Klub               | Sezon              | Liga               | Liga  | Liga   | Puchar kraju | Puchar kraju | Puchar ligi | Puchar ligi | Europa | Europa | Suma  | Suma   |
| Klub               | Sezon              | Liga               | Mecze | Bramki | Mecze        | Bramki       | Mecze       | Bramki      | Mecze  | Bramki | Mecze | Bramki |
| ------------------ | ------------------ | ------------------ | ----- | ------ | ------------ | ------------ | ----------- | ----------- | ------ | ------ | ----- | ------ |
| Olympique Marsylia | 2014/15            | Ligue 1            | 1     | 0      | 0            | 0            | 0           | 0           | –      | –      | 1     | 0      |
| Dijon FCO (wyp.)   | 2015/16            | Ligue 2            | 6     | 1      | 1            | 0            | 2           | 0           | –      | –      | 9     | 1      |
| Ogólnie w karierze | Ogólnie w karierze | Ogólnie w karierze | 7     | 1      | 1            | 0            | 2           | 0           | 0      | 0      | 10    | 1      |